# Stazione di Tubinga Centrale
La stazione di Tubinga Centrale (in tedesco Tübingen Hbf) è la principale stazione ferroviaria della città tedesca di Tubinga.